# Perry (Oregon)
Perry az Amerikai Egyesült Államok északnyugati részén, Oregon állam Union megyéjében, az Interstate 84 mentén elhelyezkedő önkormányzat nélküli település.
A posta és a Smith-Stanley Lumber Company fűrészüzeme 1890-ben nyíltak meg; a gyárat többször eladták, végül 1927-ben a Grande Ronde Lumber Company és a Stoddard Lumber Company egyesülésével, valamint az üzem elköltöztetésével a helység elnéptelenedett. A posta 1931-ben szűnt meg.

## Fordítás
- Ez a szócikk részben vagy egészben  a   Perry, Oregon című angol Wikipédia-szócikk ezen változatának fordításán alapul.  Az eredeti cikk szerkesztőit annak laptörténete sorolja fel. Ez a jelzés csupán a megfogalmazás eredetét és a szerzői jogokat jelzi, nem szolgál a cikkben szereplő információk forrásmegjelöléseként.